# Daniel Samonas
Daniel Nicholas Patrick "Dan" Samonas (Toronto, Ontario; 7 de marzo de 1990) es un actor canadiense. Actuó como Dean Moriarty en Wizards of Waverly Place y Doug Toder en iCarly. También interpretó a Tommy en Entourage y a Josh en Hannah Montana.
Se mudó a Florida con su familia a la edad de 11años. Fue descubierto por un agente mientras caminaba en un centro comercial con su madre. Daniel hizo 60 anuncios en cuatro meses. De ahí obtuvo un mayor interés en actuar y apareció en varios comerciales de televisión y películas de estudiantes.
Es más conocido por interpretar a Dean Moriarty, un personaje de la comedia adolescente Wizards of Waverly Place. Su personaje es un chico malo que tiene un negocio de tatuajes temporales; deambula por los pasillos con un pase falso, le gusta la ensalada y luego se convierte en el novio de Alex Russo.
Además de Wizards of Waverly Place, Samonas también ha hecho la voz de Teo en Avatar: The Last Airbender. También ha estado en series de Nickelodeon como Zoey 101 e iCarly, donde actuó como un engreído adolescente que era muy talentoso en la esgrima. A pesar de haber ganado muchos torneos de esgrima, Freddie Benson fue capaz de derrotarlo. Daniel también se puede ver en la película de Nickelodeon The Last Day of Summer. Junto con las series de televisión, Samonas ha hecho apariciones en CSI: New York.
No ha aparecido en nuevas filmografías desde 2013, según la información disponible, Daniel Samonas no ha participado en producciones cinematográficas o televisivas desde 2013. Su último trabajo registrado fue en la película "Brother's Keeper" en ese año.

## Filmografía
| Películas y series de televisión | Películas y series de televisión | Películas y series de televisión | Películas y series de televisión              |
| Año                              | Título                           | Papel                            | Notas                                         |
| -------------------------------- | -------------------------------- | -------------------------------- | --------------------------------------------- |
| 2004                             | Ephraim                          | Epharim Wells                    | Protagonista                                  |
| 2004                             | Pizza Palace                     | Peter                            |                                               |
| 2005                             | Everybody Hates Chris            | Ernie D                          | Invitado (Un episodio)                        |
| 2005-2007                        | Avatar: la leyenda de Aang       | Teo                              | Voz                                           |
| 2006                             | All of Us                        | Ross                             | Invitado (Un episodio)                        |
| 2006                             | Zoey 101                         | Daniel James                     | Invitado (Un episodio)                        |
| 2006                             | Hannah Montana                   | Josh                             | Invitado (Un episodio)                        |
| 2007                             | iCarly                           | Doc Todder                       | Invitado (Un episodio)                        |
| 2007                             | The Last Day of Summer           | Meat                             | Personaje Principal                           |
| 2007                             | ER                               | Finn Andrews                     | Invitado (Un episodio)                        |
| 2007-2008                        | Entourage                        | Tommy                            | Invitado (3 episodios)                        |
| 2008-2010                        | Wizards of Waverly Place         | Dean Moriarty                    | Elenco recurrente, serie de TV Disney Channel |
| 2008                             | Without a Trace                  | Joe Chippelle                    | Invitado (Un episodio)                        |
| 2009                             | Coach Shane                      | Lucas                            |                                               |
| 2009                             | Downstream                       | Lugosi                           | (posproducción)                               |
| 2010                             | I Owe My Life to Corbin Bleu     | Cool Guy                         |                                               |
| 2010                             | Monster Heroes                   | Cheerleader Smelly               |                                               |
| 2012                             | Destiny Road                     | Johnny                           |                                               |
| 2013                             | Brother's Keeper                 | Gordon LeeMaster                 |                                               |